# Wytrysk przedwczesny
Wytrysk przedwczesny (łac. eiaculatio praecox) – dysfunkcja seksualna polegająca na ejakulacji (wytrysku) po minimalnej stymulacji seksualnej, osiągniętej wcześniej, niż mężczyzna chce (przed penetracją lub wkrótce po rozpoczęciu penetracji pochwy), co prowadzi do napięcia, niepokoju lub frustracji u mężczyzny lub partnerki.
Jest to definicja oparta na Second Consultation on Erectile and Sexual Dysfunctions zaproponowana przez WHO w 2004.
Zaburzenie dość powszechne, dotyczy około 1/3 aktywnych seksualnie mężczyzn. Raport seksualności Polaków publikowany przez prof. Lwa-Starowicza w 2002 i 2005 wskazuje, że problem ten dotyczy 37% Polaków.
Obecnie w diagnostyce wytrysku przedwczesnego stosowane jest pojęcie czasu wewnątrzpochwowego opóźnienia wytrysku, pozwalające ocenić ciężkość tej dysfunkcji.
W przypadku dłuższej abstynencji seksualnej szybkie następowanie wytrysku jest zjawiskiem naturalnym. Niekiedy jednak przejawia się prawie stale, mimo częstego współżycia.

## Przyczyny
W piśmiennictwie można spotkać następujące przyczyny wytrysku przedwczesnego:
- narcyzm, negatywne nastawienie do kobiet
- negatywne doświadczenia podczas inicjacji seksualnej
- lęk zadaniowy
- zbyt rzadkie współżycie
- nieświadomość, że wytryski są zbyt wczesne
- duża łatwość podniecania się
- duża czułość żołędzi prącia
- zaburzenia neurologiczne
- infekcje dróg moczowych
- uwarunkowania masturbacyjne.

Lękowe oczekiwanie powtórzenia się wytrysku przedwczesnego przy znacznym pobudzeniu seksualnym może powodować wytrysk bez erekcji, podobnie jak brak możliwości przedłużenia stosunku.

## Cykl odpowiedzi seksualnej u mężczyzn
Odpowiedź seksualną u mężczyzn opisano jako cykl charakterystycznych zmian fizycznych, obejmujących 4 fazy: pożądanie, pobudzenie, orgazm (wytrysk) i wygaszenie. Zmiany fizyczne związane z fazą pożądania, podczas której mężczyzna może fantazjować na temat aktywności seksualnej, obejmują wzrost długości i średnicy penisa oraz uniesienie jąder. Faza pobudzenia wiąże się z erekcją, przyspieszeniem akcji serca i oddechu, wzrostem ciśnienia krwi oraz napięcia mięśniowego. Z orgazmem i wytryskiem wiążą się skurcze jąder, najądrzy, nasieniowodów, pęcherzyków nasiennych, stercza, cewki moczowej, prącia i zwieracza odbytu, a także szczyt wzrostu częstości akcji serca i oddechów, które wspólnie doprowadzają do wydzielenia i wyrzutu płynu nasiennego. W fazie wygaszenia zmiany fizyczne, obecne w pierwszych trzech fazach, ustępują i dochodzi do rozejścia się obrzmienia prącia. Męskie dysfunkcje seksualne zwykle występują w jednej z pierwszych trzech faz cyklu odpowiedzi seksualnej, czyli jest to albo dysfunkcja pożądania seksualnego (np. hipoaktywne pożądanie seksualne), pobudzenia (np. dysfunkcja erekcji [ED]), albo dysfunkcja orgazmu/wytrysku (tzn. przedwczesny wytrysk [PW], opóźniony wytrysk i brak wytrysku). Przedwczesny wytrysk wynika z szybkiego dopełnienia pierwszych dwóch faz cyklu odpowiedzi seksualnej, ale nie zawsze jest związany z nadmiernym lub zaburzonym pobudzeniem.

## Fizjologia wytrysku
Wytrysk jest procesem dwufazowym, składającym się z wydzielenia i wyrzutu, angażującym odrębne struktury anatomiczne. Faza wydzielenia jest kontrolowana centralnie i jest zależna od funkcji najądrzy, nasieniowodów, pęcherzyków nasiennych, stercza, odcinka sterczowego cewki moczowej i szyi pęcherza moczowego.  Podczas tej fazy płyn nasienny jest wydzielany ze stercza i pęcherzyków nasiennych, mięśnie gładkie przewodu nasiennego kurczą się, transportując ejakulat, a sperma jest wyrzucana do tylnej części cewki moczowej. Faza wyrzutu jest wynikiem odruchu rdzenia kręgowego i biorą w niej udział: szyja pęcherza moczowego, cewka moczowa i mięśnie poprzecznie prążkowane miednicy, energicznie przesuwając nasienie przez światło cewki moczowej.

## Rola serotoniny w przedwczesnym wytrysku
Na wytrysk ma wpływ kontrola ośrodkowego układu nerwowego. Proces ten jest regulowany poprzez wzajemnie połączone obszary czuciowe mózgu, ośrodki ruchowe i bierze w nim udział szereg neuroprzekaźników, w tym serotonina (5-hydroksytryptamina [5-HT]), dopamina, oksytocyna i inne. Dostępne badania kliniczne dowodzą, że kluczową rolę w wytrysku odgrywa serotonina i określone podtypy receptora 5-HT. Receptory 5-HT1B i 5-HT2C są z kolei zaangażowane w proces opóźniania wytrysku. Wykazano też, że modulacja stężenia 5-HT selektywnymi inhibitorami wychwytu serotoniny (SSRI) istotnie wydłuża czas opóźnienia wytrysku.

## Skutki przedwczesnego wytrysku
Na podstawie wyników kilku dużych badań ankietowych wykazano, że istotny odsetek populacji mężczyzn skarży się na skutki związane z PW. Na przykład w badaniu Premature Ejaculation Prevalence and Attitudes (PEPA) opisano częstość występowania, charakterystykę i aktualne leczenie tej dysfunkcji seksualnej wśród 12 133 mężczyzn w Niemczech, Włoszech i Stanach Zjednoczonych. Mężczyzn klasyfikowano jako zgłaszających objawy PW, jeżeli podawali słabą lub brak odczuwanej kontroli nad wytryskiem, który stanowił problem dla nich lub ich partnerki. Odsetek mężczyzn zgłaszających objawy PW w badaniu PEPA w różnych krajach i grupach wiekowych był podobny. Odróżnia to PW od ED (dysfunkcja erekcji), który jest częstszy u starszych mężczyzn. Około 50% mężczyzn z objawami PW podało, że objawy były obecne od ich pierwszego stosunku płciowego. Mężczyźni z objawami PW istotnie rzadziej określali swój stan zdrowia jako „doskonały” lub „bardzo dobry”. PW ma wpływ na wiele aspektów życia zarówno mężczyzn, jak i ich partnerek. We Francji, Niemczech, Włoszech i Wielkiej Brytanii przeprowadzono duże badanie obserwacyjne z udziałem mężczyzn z i bez PW (Giuliano F i wsp., 2008). To badanie oceniało różnice pomiędzy mężczyznami z PW i bez niego w zakresie czasu opóźnienia wytrysku wewnątrzpochwowego (IELT) oraz profilu przedwczesnego wytrysku (PEP). Mężczyźni z PW rozpoznanym przez lekarzy w tym europejskim badaniu obserwacyjnym istotnie rzadziej zgłaszali „dobrą” lub „bardzo dobrą” odczuwaną kontrolę nad wytryskiem. Mężczyźni z PW także częściej zgłaszali trudności interpersonalne ze swoją partnerką związane z wytryskiem i rzadziej podawali dużą satysfakcję ze współżycia seksualnego w porównaniu do mężczyzn bez PW. Czas opóźnienia wytrysku wewnątrzpochwowego był istotnie krótszy u mężczyzn z PW w porównaniu do mężczyzn bez PW. Ogólnie, zgłaszany wpływ PW był podobny we wszystkich krajach i był również podobny do wyników zgłaszanych w poprzednim badaniu z udziałem mężczyzn ze Stanów Zjednoczonych. Istotnie większy odsetek pacjentów z PW ocenił jako „znaczny” lub „bardzo duży” poziom osobistego dyskomfortu wynikającego z PW.  Ponadto negatywny wpływ PW rozciąga się poza sferę dysfunkcji seksualnych, gdyż osłabia pewność siebie i może być przyczyną dyskomfortu psychicznego, lęku, niepewności i depresji. Natomiast badacze tacy jak Rosen RC i Althof S. wykazali, że w istotnie wyższym odsetku partnerki osób bez PW zgłaszały, że osiągały orgazm „zawsze” lub „często” w porównaniu do osób z PW.  Wielokrotnie dowiedziono, że PW ujemnie wpływa na partnerki, gdyż ma szkodliwy wpływ na związek – pomijając to, że utrudnia samotnym mężczyznom rozpoczęcie nowego związku partnerskiego. Zarówno mężczyźni, jak i kobiety czują, że centralnym problemem w PW jest brak kontroli, co prowadzi do braku zadowolenia pary. Pary zgłaszały uczucie, że „czegoś brakuje”, a także tendencję unikania podnoszenia tego problemu przez partnerki. Mężczyźni z PW wspominają o krótkim czasie opóźnienia wytrysku, słabej kontroli nad wytryskiem oraz stresie związanym z wytryskiem.

## Diagnoza i rozpoznanie przedwczesnego wytrysku
Kryteria rozpoznania PW zaproponowało wiele organizacji. W wielu badaniach obserwacyjnych i badaniach klinicznych wykorzystano kryteria Amerykańskiego Towarzystwa Psychiatrycznego (Diagnostic and Statistical Manual of Mental Disorders [DSM-IV-TR]). W wielu innych kryteriach rozpoznania PW są elementy wspólne z DSM-IV-TR, w tym krótki czas opóźnienia wytrysku, poczucie słabej kontroli nad wytryskiem lub jej braku oraz negatywne konsekwencje osobiste (np. stres, trudności, zmartwienie). Kryteria DSM-IV-TR wskazują również, że istotne jest odróżnienie PW trwającego przez całe życie, który był obecny od pierwszego doświadczenia seksualnego oraz PW nabytego, który rozwinął się w późniejszym okresie życia. Zasadniczo przyjmuje się, że jako pacjentów z dysfunkcją PW klasyfikuje się mężczyzn, u których:
- czas wewnątrzpochwowego opóźnienia wytrysku (ang.: Intravaginal Ejaculatory Latency Time, IELT) jest krótszy niż dwie minuty;
- stwierdza się chroniczną lub nawracającą ejakulację (wytrysk) przy minimalnej stymulacji seksualnej lub krótko po penetracji oraz niezależnie od kontroli mężczyzny;
- występuje znaczny niepokój osobisty lub interpersonalny jako konsekwencja przedwczesnej ejakulacji;
- występuje słaba lub brak kontroli nad wytryskiem (ejakulacją)
- odnotowuje się przedwczesne ejakulacje (wytryski) podczas większości stosunków seksualnych w czasie ostatnich 6 miesięcy.

## Leczenie
W terapii wytrysku przedwczesnego wykorzystuje się szereg metod. Mają one bardzo wysoką, sięgającą prawie 90%, skuteczność.
- farmakoterapia (SSRI stosowane stale lub doraźnie, zwłaszcza w postaci krótkodziałającej
  - dapoksetyna – krótkodziałający SSRI wskazany do leczenia PW u mężczyzn w wieku od 18 do 64 lat. Stosowanie dapoksetyny wydłuża czas opóźnienia wytrysku i poprawia odczuwaną kontrolę nad wytryskiem, a także redukuje osobisty stres i trudności interpersonalne w związku z wytryskiem. Lek zażywa się doraźnie przed planowaną aktywnością seksualną. Wykazano, że dapoksetyna jest skutecznym i dobrze tolerowanym lekiem do leczenia doraźnego PW.
  - tramadol
  - sildenafil
  - inne inhibitory fosfodiesterazy typu 5)
- znieczulenie żołędzi prącia (leki aplikuje się na 20-30 minut przed współżyciem seksualnym, dłuższe utrzymywanie leku może powodować zaburzenia wzwodu. Po nałożeniu leku najlepiej założyć prezerwatywę, co zwiększa skuteczność leku. Przed stosunkiem prezerwatywę można usunąć i zmyć resztki leku, co zmniejsza działanie niepożądane u partnerki).
- indywidualnie opracowane ćwiczenia masturbacyjne samodzielnie lub z partnerem[potrzebny przypis]
- relaksacja
- psychoterapia (indywidualna lub partnerska)